# William Winant

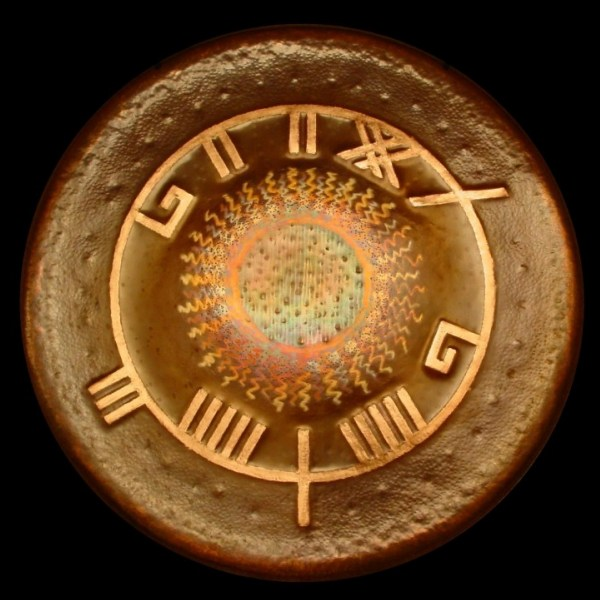
William Winants Gong aus Bronze, Durchmesser 71 cm, hergestellt von dem britischen Perkussionisten und Musikinstrumentenbauer Matt Nolan (* 1974). In Oghamschrift von oben im Uhrzeigersinn: ᚛ᚗᚂᚂᚘᚋ ᚗᚅᚐᚅᚈ᚜. Übertragung: UILLIAM UINANT (William Winant).

William Karl Winant (* 11. Februar 1953 in Brooklyn) ist ein amerikanischer Schlagwerker, der als Interpret Neuer Musik hervorgetreten ist, aber auch genreübergreifend mit Musikern wie Sonic Youth, Mr. Bungle, John Zorn und Oingo Boingo zusammengearbeitet hat.

## Leben und Wirken
Winant studierte zunächst an der York University bei James Tenney (Bachelor 1978), dann am Mills College bei Steve Reich und John Bergamo (Master 1982). Zunächst wirkte er als Paukist beim Philharmonia Baroque Orchestra in San Francisco sowie als Hauptperkussionist beim Cabrillo Festival Orchestra. Derzeit ist er Hauptperkussionist bei den San Francisco Contemporary Music Players und beim Chamber Ensemble von John Zorn. Seit 1995 gehörte er als Perkussionist auch zur Avant-Rock-Band Mr. Bungle. 
Winant war bereits an der amerikanischen Premiere von John Cages Lecture on the Weather 1976 beteiligt. Er interpretierte 1992 bei der Uraufführung Cages Four6 (das ihm neben Pauline Oliveros, Joan La Barbara und Leonard Stein gewidmet ist). Komponisten, die für Winant geschrieben haben, sind Chris Brown, Alvin Curran, Fred Frith, Peter Garland, Lou Harrison, Terry Riley, David Rosenboom, Sōmei Satō, Wadada Leo Smith und John Zorn. 
Mit dem Abel-Steinberg-Winant Trio, das zwischen 1984 und 1992 Artist in Residence im Mills College war, hat er mehr als 25 neue Werke für Violine, Klavier und Schlagzeug auf wichtigen Festivals und Konzertstätten weltweit uraufgeführt. Zudem spielte er unter Leitung von Pierre Boulez beim Ojai Music Festival 1989; außerdem hat er erste Aufnahmen von Werken von Wendy Reid gemacht. Insbesondere bei der Aufführung der Werke von Harrison erwies sich Winant häufig als Katalysator, der das Zusammenwirken über die Genregrenzen erleichterte; das gilt für die Premiere seiner Rhymes with Silver (mit Yo-Yo Ma und der Mark Morris Dance Group) ebenso wie für Harrisons La koro sutro (1988) und SYR4: Goodbye 20th Century (1999, mit Sonic Youth). 
Winant spielte weiterhin mit dem Kronos Quartet, Anthony Braxton, Cecil Taylor, Roscoe Mitchell, Keith Jarrett, Frank Zappa, Jon Hassell (Vernal Equinox) und Christian Wolff. Auch war er an Aufnahmen mit Musik von Luc Ferrari, Pauline Oliveros, Mike Patton, Karlheinz Stockhausen, Siouxsie and the Banshees, The Ex und White Out mit Jim O’Rourke beteiligt. Mit Takehisa Kosugi und Christian Wolff schuf er die Musik für Auftritte zum 50-jährigen Bestehen der Tanzkompanie von Merce Cunningham in der Tate Modern. Er spielte auf Danny Elfmans Soundtrack zu Tim Burtons Batmans Rückkehr (1992) und nahm mit David Lindley und Henry Kaiser Musik für Werner Herzogs Begegnungen am Ende der Welt (2007) auf. In der Gruppe Wake tourte er mit Frank Gratkowski und Chris Brown und stellte sich auf den Donaueschinger Musiktagen vor.
Winant legte erst 2013 mit Five American Percussion Pieces ein Debütalbum unter eigenem Namen vor, das Stücke von Lou Harrison, James Tenney, Michael Byron und Alvin Curran enthält. 2014 wurde das Album Cage: The 10,000 Things, an dem er als Interpret beteiligt war, für den Grammy Award for Best Small Ensemble Performance nominiert. 2016 erhielt er von der Foundation for Contemporary Arts ein großes, unbefristetes Stipendium als Anerkennung für sein bahnbrechendes Werk als zeitgenössischer Perkussionist. Mit Tania Chen, Henry Kaiser und Wadada Leo Smith veröffentlichte er das Album Ocean of Storms (2017).
Winant ist Gastdozent für Musik an der University of California, Santa Cruz und am Mills College.